# Delfimeus intricatus
Delfimeus intricatus är en insektsart som först beskrevs av Hölzel 1972.  Delfimeus intricatus ingår i släktet Delfimeus och familjen myrlejonsländor. Inga underarter finns listade i Catalogue of Life.